# Cervello Vivente
Il Cervello Vivente (Living Brain) è un personaggio dei fumetti pubblicati dalla Marvel Comics, antagonista dell'Uomo Ragno.

## Biografia

### Le origini
Quando Peter Parker frequentava la Midtown High School, la ICM fece una dimostrazione nella scuola presentando il robot Cervello Vivente, come prova di abilità gli studenti chiesero che l'automa rivelasse l'identità del tessiragnatele. "Fortunatamente" per l'eroe, i due tuttofare che accompagnavano il responsabile della compagnia informatica cercarono di rubare il congegno per usarlo per scopi criminali mandandolo in tilt, il Cervello cominciò ad attaccare il personale scolastico fino a che Peter, nella sua identità segreta, non lo fermò.

### Cervello 2.0
Anni dopo, Steve Petty, figlio del creatore del robot, usa una versione potenziata dell'automa contro un proprio rivale ma è fermato da Peter, supplente temporaneo alla Midtown, che inganna il Cervello facendogli colpire un quadro elettrico. In seguito, arruolato da una versione giovanile del Gran Maestro per partecipare ad un torneo cosmico è distrutto da una Sentinella.

### Al servizio di un bene superiore
Ricostruito nella sua forma originale, è reclutato dai Sinistri Sei guidati da Boomerang e scagliato contro Superior Spider-Man; sconfitto è preso in custodia dai laboratori Horizon e presto diventa l'assistente del Ragno, aiutandolo ad esempio durante la sua "Parker-ectomia" o contro le orde di Goblin. Manterrà il suo ruolo anche quando Peter si riapproprierà del suo corpo.

### La nuovissima Marvel
Il Cervello vivente e Anna Maria Marconi vengono messi di stanza nella filiale di Londra delle Parker Industries. Anna tuttavia ignora che il Cervello vivente contiene una copia della coscienza del Dottor Octopus.

## Poteri e abilità
Il Cervello Vivente ha la capacità di analizzare ogni situazione per risolverla al meglio, è in grado di elaborare e raccogliere grandi quantità di informazioni, è composto da un esoscheletro di metallo molto resistente e possiede forza e velocità sovrumane.